# Kolometria
Kolometria, nazwa pochodzi od greckiego terminu κῶλον - człon (w pl. κωλα). Kolometryczny - dzielony na części. 
W IV wieku wchodzi w użycie kolometryczny system pisania. Polegał na tym, że w każdej linii tekstu umieszczano tę część zdania, która miała wewnętrzny sens. System ten ułatwiał czytanie i do pewnego stopnia zastępował brak interpunkcji. Niektóre z mów Demostenesa i Cycerona pisane były w taki sposób, ale dopiero w IV wieku się rozpowszechnił. Septuaginta zastosowała ten system w księgach potetyckich Starego Testamentu. Hieronim tłumacząc Proroków zastosował ten system. Zdania złożone z dwóch cola nazywano dicola, złożone z trzech — tricola. Tę formę po dziś dzień się stosuje w przekładach poetyckich partii Pisma Świętego. Początki kolometrii zauważamy w Kodeksie Synajskim, jakkolwiek jest tam zaledwie śladowa, natomiast w Kodeksie Waszyngtońskim stosowana jest już konsekwentnie. 
Z rękopisów biblijnych kolometrię lubiły stosować przede wszystkim kodeksy bilingwiczne, grecko-łacińskie: 
- Kodeks Bezy
- Kodeks z Clermont

Stosowany też był zarówno w kodeksach greckich, jak i łacińskich: 
- Codex Coislinianus
- Kodeks Amiatinus

## Literatura
- Bruce M. Metzger, The Text of the New Testament, its Transmission, Corruption and Restoration, Oxford University Press, 1992, pp. 29-30.
- Adolf DuMesnil: Begriff der drei Kunstformen der Rede. Komma, Kolon, Periode, nach der Lehre der Alten. Frankfurt/Oder 1894